# Argyrophylax bisetosa
Argyrophylax bisetosa är en tvåvingeart som beskrevs av Thompson 1963. Argyrophylax bisetosa ingår i släktet Argyrophylax och familjen parasitflugor. Inga underarter finns listade i Catalogue of Life.